# اوساکوو
اوساکوو (انگلیسی: Usakovo) یک شهرک در شهرستان بیرسکی باشقیرستان کشور روسیه است.